# Cotulla
La ville de Cotulla (en anglais [kɵˈtuːlə]) est le siège du comté de La Salle, dans l’État du Texas, aux États-Unis. Lors du recensement de 2000, elle comptait 3 614 habitants.

## Source
- (en) Cet article est partiellement ou en totalité issu de l’article de Wikipédia en anglais intitulé « Cotulla, Texas » (voir la liste des auteurs).